# 大衛·赫索霍夫
大衛·麥可·赫索霍夫（英語：David Michael Hasselhoff；1952年7月17日—），出生於美國巴爾的摩的德國裔演員，綽號「霍夫」（The Hoff）。最著名的演出是《霹靂遊俠》與《海灘遊俠》。
除了戲劇之外，他也跨足音樂界，主要是在奧地利、瑞士與德國，其中《尋找自由》（Looking for Freedom）便在柏林圍牆倒塌其間在德國很受歡迎。隨後，他在1989年除夕夜登上柏林圍牆演唱此曲。
他有時候會在電影和電視劇中扮演他自己，例如《鐵男躲避球》（Dodgeball: A True Underdog Story）與《海綿寶寶》（SpongeBob SquarePants）。

## 生平
1984年3月24日，赫索霍夫與凯瑟琳·希克兰（Catherine Hickland）結婚，於1989年3月1日離婚。凯瑟琳·希克兰亦曾參與《霹靂遊俠》的演出，在劇中嫁給了赫索霍夫飾演的李麥克。凯瑟琳·希克兰參與演出霹靂遊俠的劇情單元為〈俠士行〉（White Bird）、〈重懷舊夢〉（Let It Be Me）以及〈遊俠的憤怒〉（The Scent of Roses）3集。
2000年，參與演出百老匯演出知名音樂劇《變身怪醫》，並且錄製為該劇唯一官方發行的實況錄影DVD版本。
2008年，《終極動員令：紅色警戒3》中客串佚名美國副總統。
2015年，為線上電影《功夫之怒》製作主題曲《True Survivor》，截至2019年10月，《True Survivor》已在Youtube上超過4000萬次瀏覽。據赫索霍夫所說，《功夫之怒》導演大衛·桑德柏格打電話給他，指名找霹靂遊俠錄製主題曲，赫索霍夫看過預告片後就一口答應，並且飛到瑞典的導演地下室中進行MV的錄製。

## 作品

### 電影
1. 1978年《星際浩劫》中飾演賽門
2. 2004年《海綿寶寶電影版》（The SpongeBob SquarePants Movie (2004)）飾演本人（中譯海灘遊俠）
3. 2004年《鐵男躲避球》中客串飾演德國隊教練
4. 2006年《命運好好玩》中飾演主角上司
5. 2008年《大蟒蛇3：禍延子孫》中飾演蟒蛇獵人漢密特
6. 2011年《開運兔》裡飾演選秀節目主持人
7. 2012年《食人魚3DD》中飾演本人（救生員）
8. 2014年《王牌舞棍》中飾演樂杜許
9. 2014年《玩命狂飆》中飾演本人
10. 2015年《功夫之怒》中飾演霍夫9000（配音）
11. 2015年《風飛鯊3》中飾演吉爾伯特·謝波德
12. 2016年《風飛鯊4》中飾演吉爾伯特·謝波德
13. 2017年《海灘救護隊》
14. 2017年《星際異攻隊2》中飾演本人(客串)

### 電視電影
1. 1998年《尼克·福瑞：神盾局特工》中飾演尼克·福瑞

## 外部連結
- 赫索霍夫在互联网电影资料库（IMDb）上的資料（英文）
- 互聯網百老匯資料庫（IBDB）上赫索霍夫的資料（英文）
- 赫索霍夫在MusicBrainz上的頁面（英文）
- 赫索霍夫的Facebook專頁
- 赫索霍夫的X（前Twitter）